# Chilochromis duponti
Chilochromis duponti – gatunek słodkowodnej ryby z rodziny pielęgnicowatych (Cichlidae), jedyny przedstawiciel rodzaju Chilochromis, który został ustanowiony przez Boulengera na podstawie unikalnego układu kości czaszki. Podobny układ występuje u przedstawicieli rodzaju Otopharynx z jeziora Malawi.

## Występowanie
Afryka Środkowa – zlewnia rzeki Kongo na obszarze Gabonu i Konga. Gatunek endemiczny.

## Opis
Osiąga do 22 cm długości. Żywi się roślinami i owadami. W niewoli jest gatunkiem agresywnym.

## Klasyfikacja
Pozycja taksonomiczna tego gatunku w obrębie Pseudocrenilabrinae nie jest jednoznacznie ustalona. Większość autorów plasuje go w plemieniu „Tilapiini”, które zostało uznane za parafiletyczne. Badania molekularne wskazują na bliskie pokrewieństwo Chilochromis z przedstawicielami rodzaju Tilapia (sensu stricto).